# Herb Wolina
Herb Wolina – jeden z symboli miasta Wolin i gminy Wolin w postaci herbu.

## Wygląd i symbolika
Herb przedstawia na srebrnej tarczy wspiętego czerwonego gryfa trzymającego w lewej łapie złoty kwiat ostu, niżej złota, sześcioramienna gwiazda.

## Historia
Na pieczęci z 1301 r. występuje gryf pomorski stojący pod łukiem bramy, po jego bokach dwie bramy. Na późniejszych pieczęciach z XIV w. widnieje gryf trzymający w szponach kwiat ostu, pod nim gwiazda. Na herbie współczesnym czerwony pomorski gryf zwrócony w prawo (heraldycznie), na białym tle, trzymający w szponach złoty kwiat ostu, a pod nim złota gwiazda sześcioramienna. Pochodzenie tych elementów nie jest znane i łączy się prawdopodobnie z jakąś miejscową legendą.